# Long Day's Journey Into Night (1962)
Long Day's Journey Into Night is een Amerikaanse dramafilm uit 1962 onder regie van Sidney Lumet.

## Verhaal
James Tyrone is een uitgebluste acteur. Zijn vrouw Mary is verslaafd aan morfine en ze leeft in haar eigen wereld. Zijn jongste zoon is een goede schrijver. De oudste zoon heeft een drankprobleem en hij is jaloers op zijn broer. Wanneer James Tyrone en zijn twee zoons zich op een nacht bezatten, besluit Mary haar hart eens te luchten.

## Rolverdeling
| Acteur            | Personage     |
| ----------------- | ------------- |
| Katharine Hepburn | Mary Tyrone   |
| Ralph Richardson  | James Tyrone  |
| Jason Robards     | Jamie Tyrone  |
| Dean Stockwell    | Edmund Tyrone |
| Jeanne Barr       | Kathleen      |